# Luís Sá Silva

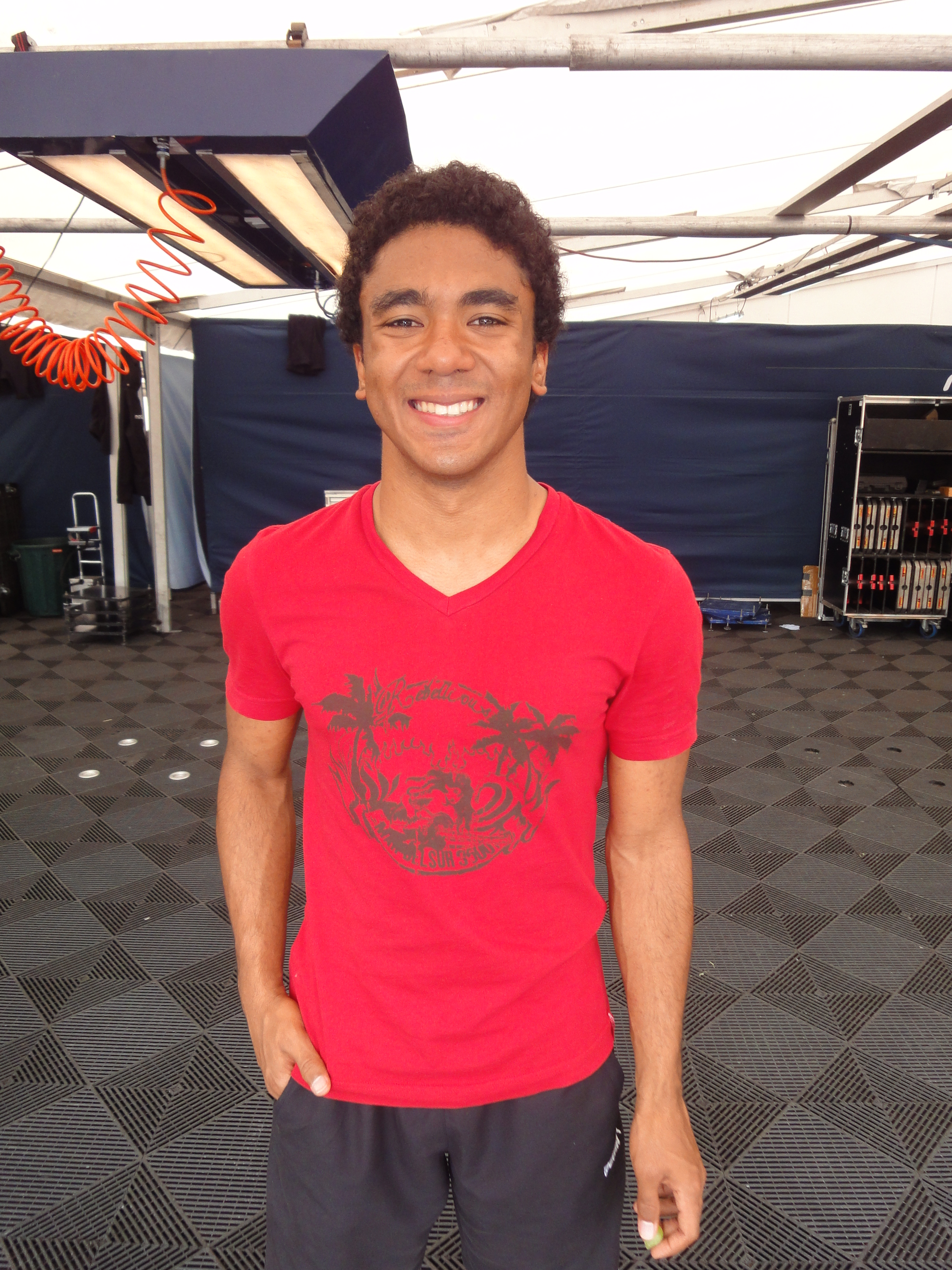
Luís Sá Silva 2010

Luís Jorge Sá Silva (* 23. August 1990 in Benguela) ist ein ehemaliger angolanischer Automobilrennfahrer. Er startete 2013 und 2014 mit macauischer Rennlizenz in der GP3-Serie.

## Karriere
Sá Silva begann seine Motorsportkarriere 2006 im Formelsport und trat zunächst in asiatischen Serien an. Er startete in der internationalen Formel Challenge und wurde Neunter in der Fahrerwertung. 2007 wechselte Sá Silva in die asiatische Formel Renault Challenge zu Champ Motorsport. Mit einer Podest-Platzierung erreichte er in seiner ersten Saison den 14. Gesamtrang. 2008 verbesserte sich Sá Silva in der asiatischen Formel Renault Challenge auf den vierten Platz. Er stand in dieser Saison dreimal auf dem Podium. Darüber hinaus nahm er an zwei Rennen der Winterserie der portugiesischen Formel Renault teil und startete als Gaststarter bei einem Lauf der pazifischen Formel BMW. 2009 gewann Sá Silva für das Asia Racing Team startend in der asiatischen Formel Renault Challenge sechs von zwölf Rennen und wurde hinter Alon Day Vizemeister. Darüber hinaus nahm er für Krenek Motorsport in Europa an der nordeuropäischen Formel Renault teil. und erreichte dort den 21. Gesamtrang.
2010 trat Sá Silva ausschließlich in Europa zu einzelnen Rennen in Formel-3-Meisterschaften für Motopark Academy an. In der österreichischen Formel-3-Meisterschaft erreichte er mit einem Sieg den neunten Gesamtrang. Darüber hinaus nahm er an den ersten drei Veranstaltungen der deutschen Formel 3 teil und absolvierte einen Gaststart in der Formel-3-Euroserie. 2011 kehrte Sá Silva zum Asia Racing Team nach Asien zurück und startete in der Formula Pilota China Series. Er gewann zwei Rennen und wurde mit 124 zu 189 Punkten Vizemeister hinter Mathéo Tuscher.
2012 wechselte Sá Silva erneut nach Europa. Für das Angola Racing Team, einem vom Prema Powerteam betreuten Rennstall, trat er in der Formel-3-Euroserie an und war zudem in der europäischen Formel-3-Meisterschaft punkteberechtigt. Sá Silva erreichte den 13. Platz in der europäischen Formel 3 sowie den 14. Gesamtrang in der Formel-3-Euroserie. Für die Saison 2013 erhielt Sá Silva ein Cockpit bei Carlin in der GP3-Serie. Er startete mit macauischer Rennlizenz. Während seine Teamkollegen Nick Yelloly und Alexander Sims Podest-Platzierungen erreichten, blieb Sá Silva punktelos. Er lag am Saisonende auf dem 23. Rang. 2014 blieb Sá Silva bei Carlin in der GP3-Serie. Seine Teamkollegen Alex Lynn und Emil Bernstorff gewannen beide Rennen und lagen am Saisonende auf den Plätzen eins und fünf. Sá Silva wurde mit einem siebten Platz als bestem Ergebnis 19. im Gesamtklassement.
In der Auto-GP-Saison 2016 fuhr Sá Silva für das österreichische Team Zele Racing und beendete am Saisonende seine Karriere.

## Statistik

### Karrierestationen
| - 2006: Internationale Formel Challenge (Platz 9) - 2007: Asiatische Formel Renault Challenge (Platz 14) - 2008: Asiatische Formel Renault Challenge (Platz 4) - 2008: Portugiesische Formel Renault, Winterserie (Platz 26) - 2009: Asiatische Formel Renault Challenge (Platz 2) | - 2009: Nordeuropäische Formel Renault (Platz 21) - 2010: Österreichische Formel 3 (Platz 9) - 2010: Deutsche Formel 3 (Platz 19) - 2011: Formula Pilota China Series (Platz 2) - 2012: Formel-3-Euroserie (Platz 14) | - 2012: Europäische Formel 3 (Platz 13) - 2013: GP3-Serie (Platz 23) - 2014: GP3-Serie (Platz 19) |

### Einzelergebnisse in der GP3-Serie
| Jahr | Team   | 1   | 2   | 3   | 4   | 5   | 6   | 7   | 8   | 9   | 10  | 11  | 12  | 13  | 14  | 15  | 16  | 17  | 18  | Punkte | Rang |
| ---- | ------ | --- | --- | --- | --- | --- | --- | --- | --- | --- | --- | --- | --- | --- | --- | --- | --- | --- | --- | ------ | ---- |
| 2013 | Carlin | ESP | ESP | ESP | ESP | GBR | GBR | GER | GER | HUN | HUN | BEL | BEL | ITA | ITA | UAE | UAE |     |     | 0      | 23.  |
| 2013 | Carlin | 13  | 12  | DNF | 22  | 17  | 12  | DNF | 22  | DNF | 23  | 12  | 21* | DNF | 19  | 18  | 17  |     |     | 0      | 23.  |
| 2014 | Carlin | ESP | ESP | AUT | AUT | GBR | GBR | GER | GER | HUN | HUN | BEL | BEL | ITA | ITA | RUS | RUS | UAE | UAE | 6      | 19.  |
| 2014 | Carlin | 16  | 10  | 8   | 22  | 18  | 9   | 17  | 10  | 17  | 18  | 16  | 23* | 14  | 7   | 17  | 15  | DNF | 17  | 6      | 19.  |